# Francisco José Navarro Aliaga
Francisco José "Fran" Navarro Aliaga (nascut el 3 de febrer de 1998) és un futbolista valencià que juga com a davanter al club de la Primeira Liga SC Braga, cedit pel FC Porto.

## Carrera de club

### València
Nascut a València, Navarro es va traslladar de jove per la mateixa ciutat des del Llevant UD al València CF, on va jugar principalment amb el filial de Segona Divisió B. Va tenir la seva única convocatòria amb el primer equip per al partit de la Lliga a casa contra el Vila-real CF el 26 de gener de 2019, a causa de la lesió de Kévin Gameiro; però no va deixar la banqueta de suplents en una victòria per 3-0.
L'11 de juliol de 2019, Navarro va ser cedit al KSC Lokeren Oost-Vlaanderen de la primera divisió B belga per a la següent temporada. Va marcar el seu primer gol com a professional el 26 de setembre, en una derrota per 4-2 a la pròrroga davant el Royal Antwerp FC a la setena ronda de la copa nacional, i va marcar el seu únic gol a la lliga el 5 d'octubre en una victòria per 3-2 contra els líders OH Leuven.

### Gil Vicente
Navarro es va traslladar al Gil Vicente FC de la Primeira Liga de Portugal el 26 de juny de 2021, amb un contracte de tres anys. En el seu debut a la lliga el 9 d'agost, va marcar dos gols en una victòria per 3-0 sobre el visitant Boavista FC. Amb 16 gols en 32 partits, va acabar quart entre els màxims golejadors de la lliga, i el seu equip es va classificar per Europa per primera vegada amb la cinquena posició i un lloc a la UEFA Europa Conference League.
La temporada 2022–23, Navarro va marcar 17 gols, després d'haver estat titular els 34 partits; aquest balanç va incloure doblets en victòries fora del CS Marítimo, Casa Pia AC i a casa del Boavista. Va acabar tercer com a màxim golejador de la lliga conjuntament amb João Mário del SL Benfica, per darrere de Mehdi Taremi del FC Porto i Gonçalo Ramos del Benfica.

### Porto
El 5 de juliol de 2023, el FC Porto va fitxar Navarro amb un contracte de cinc anys, per una quota de traspàs de 7 milions d'euros. Va debutar amb el club el 9 d'agost, a la Supercopa Cândido de Oliveira, sortint de la banqueta per substituir Mehdi Taremi al minut 81 d'una derrota per 2-0 davant el SL Benfica. Navarro va fer la seva primera aparició com a titular amb el Porto el 15 de setembre, en una victòria a la lliga per 1-0 a casa de l'Estrela da Amadora. Va debutar a la Lliga de Campions de la UEFA el 7 de novembre de 2023, sortint de la banqueta per substituir Evanilson al minut 83 d'una victòria per 2-0 a casa contra el Royal Antwerp FC. El 24 de novembre, Navarro va marcar el seu primer gol amb el Porto, en una victòria a casa per 4-0 contra el CDC Montalegre, del Campeonato de Portugal a la quarta ronda de la Taça de Portugal.

#### Olympiacos (cessió)
L'1 de gener de 2024, el Porto va enviar Navarro cedit al club Olympiakos FC de la Superlliga grega fins al final de la temporada 2023-24. Segons sembla, l'acord incloïa una opció de compra de 7,5 milions d'euros.

#### Braga (cessió)
El 30 de desembre de 2024, Navarro va fitxar pel SC Braga en qualitat de cedit fins al final de la temporada, amb una opció de compra. Navarro va signar un contracte amb el Braga fins al juny de 2029, que estaria vigent si s'exerceix l'opció.